# لوژنیتسه (ناحیه ییندریخوف هرادتس)
لوژنیتسه (به چکی: Lužnice) یک منطقهٔ مسکونی در جمهوری چک است که در ناحیه ییندریخوف هرادتس واقع شده‌است. لوژنیتسه ۱۲٫۱۴ کیلومتر مربع مساحت و ۳۹۷ نفر جمعیت دارد و ۴۲۶ متر بالاتر از سطح دریا واقع شده‌است.